# مسافة هاوسدورف
في الرياضيات، تقيس مسافة هاوسدورف البعد بين مجموعتين جزئيتين في الفضاء المتري عن بعضهما البعض. تحول مجموعة من مجموعات جزئية غير الخالية مضغوطة من الفضاء المتري إلى فضاء متري في حد ذاته. سميت هذه المسافة على اسم فيليكس هاوسدورف.
بصورة غير رسمية تكون مجموعتين قريبتين في مسافة هاوسدورف إذا كانت كل نقطة من أحد المجموعتين قريبة من نقطة ما من المجموعة الأخرى.